# Богомолов, Владимир Максимович
Влади́мир Макси́мович Богомо́лов (4 декабря 1924, село Голицыно, Пензенская губерния — 19 марта 1999, Волгоград) — русский советский писатель и драматург, очеркист. Окончил Высшую партийную школу (1958). Был членом КПСС. Работал директором Нижне-Волжского книжного издательства (1964—1969), заведующим отделом культуры в газете «Волгоградская правда» (1969—76), ответственным секретарем Волгоградской писательской организации (1976—85). Был членом правления СП РСФСР.

## Биография
В трёхлетнем возрасте его перевезли в Сталинград.
Он учился в школе в Бекетовке, которая тогда была ещё самостоятельным посёлком, и жил там вплоть до 1941 года.
Вступление в литературу В. М. Богомолова началось с книг для детей. В 1955 году вышла его первая книга «Мы строим ГЭС».
В 1975 году была опубликована повесть «За ваше завтра» об Олеко Дундиче.
Серия рассказов Богомолова, связанных общими героями, была опубликована в литературном альманахе «Волгарята» (выпуск 1983 года).
Последняя повесть В. Богомолова «Юность моей улицы» (1994) снова адресована школьникам, автор вводит в повествование огромное количество героев, стремясь представить Сталинград во время Великой Отечественной войны изнутри и в широком срезе. Школьники работают и на строительстве рубежей, и принимают участие в уборке урожая, и грузят военные эшелоны, работают на заводах, учатся, ухаживают за ранеными в госпиталях, и даже пишут повести и стихи, ставят спектакли.
Награждён медалями: «За оборону Сталинграда», «За доблестный труд в Великой Отечественной войне», «50 лет Победы в Великой Отечественной войне 1941—1945 гг.». Лауреат Всероссийской литературной премии «Сталинград» за 1997 год.